# Giudice civile
Il giudice civile è l'organo giudicante in materia di diritto civile. In Italia il codice di procedura civile dedica a questa figura tutto il capo I del I Libro, dagli artt.1 a 56.

## Giudice ordinario
La categoria di giudice civile più generica è quella del giudice ordinario:
(Art. 1 (Giurisdizione dei giudici ordinari))
L'articolo si rifà al dettato costituzionale dell'art.102.
A questi giudici spettano le controversie generiche e i poteri attribuiti dal codice e dalle leggi speciali. In via di massima spettano a loro tutte le controversie, salvo che qualche norma non disponga altrimenti.

## Limiti di giurisdizione

### Cittadinanza straniera
Questo era un limite previsto prima del 1995, oggi superato dalla legge 31 maggio 1995 n.218. Ogni cittadino straniero può agire come attore davanti al giudice italiano e può, nei limiti di reciprocià, essere convenuto, rispetto non alla nazionalità, ma alla propria residenza o al proprio domicilio.

### Pubblica Amministrazione
Se una delle parti è la Pubblica Amministrazione (ovviamente come convenuto) e non si deve giudicare su diritti soggettivi, bensì su interessi soggettivi, giudice competente è il Tribunale Amministrativo Regionale (TAR), in primo grado, mentre il Consiglio di Stato (CdS) in secondo grado.

### Specialità dell'oggetto
In relazione alla specialità della controversia, ci sono altri giudici speciali con cognizione su diritti soggettivi e interessi soggettivi. In realtà alcuni, non sono altri tipi di giurisdizione, dato che questa situazione è vietata dall'art.102 Cost. che permette solo sezioni specializzate, mentre altri erano già stati istituiti
I giudici speciali sono:
- Tribunale Superiore delle acque pubbliche
- Tribunale Regionale delle acque pubbliche
- Commissariato per la liquidazione degli usi civici (che è a dispetto del nome è un vero giudice);
- Commissioni tributarie provinciali e regionali.

Le sezioni specializzate presso i Tribunali ordinari e le Corti d'Appello sono:
- Ufficio centrale per il referendum
- Tribunale dei ministri
- Giudice del lavoro
- Sezioni specializzate per la proprietà industriale ed intellettuale
- Sezioni specializzate per le controversie agrarie

| Controllo di autorità | Thesaurus BNCF 32218 |